# 黒装の女王
『黒装の女王』（こくそうのじょおう、The Black Queen）はHBOのファンタジー・テレビドラマ・シリーズである『ハウス・オブ・ザ・ドラゴン』のシーズン1の第10話である。Ryan Condalが脚本を書き、グレッグ・ヤイタネスが監督した。日本ではU-NEXTが配信した。

## あらすじ

### ドラゴンストーンにて
ルケアリーズはドリフトマークの後継ぎとなることに怖気づくが、母レイニラ王女が勇気づける。レイニス王女がドラゴンに乗って飛来し、レイニラとデイモン王子に謁見を求める。レイニス王女は、ヴィセーリス王の崩御と、翠装派によるエイゴンの戴冠を知らせる。デイモンはヴィセーリスが殺されたに違いないと憤り、何もせず無傷で逃げたとレイニスを責める。レイニスは、王位を争う身でもない自分が戦争を始める気はないと答える。レイニラは急に産気づき、死産する。デイモンは翠装派の攻撃に備えてドラゴンストーンの守りを固める。"海蛇"コアリーズが回復し、ドラゴンストーンに向かう。デイモンは、レイニラを守っていた二人の〈王の盾〉の騎士をドラゴンで脅し、改めてレイニラに忠誠を誓わせる。レイニスを脱出させた〈王の盾〉の騎士サー・エリックが来て、持ち出した王冠をレイニラに捧げ忠誠を誓う。レイニラは戴冠し女王であることを宣言する。デイモンは〈使い鴉〉で支持を求める手紙を各地の諸侯に送り、敵味方となる諸侯を分析する。ハイタワー家の主君である河間平野のタイレル家、タイランドが小評議会に席を占める西部のラニスター家は敵にまわり、レイニラへの忠誠の誓いを決して破らないであろうスターク家、レイニラの母の実家であるアリン家、そしてレイニスの母の実家であるバラシオン家は味方になると計算し、リヴァーランドのタリー家の支持が戦争の鍵となると考える。
オットーが使者としてドラゴンストーンに来る。エイゴン王に忠誠を誓えば、臣下として安堵すると約束する。デイモンは屈辱的な提案に激しく反発し、戦争を望む。アリセント太后からのメッセージを渡されたレイニラは、戦争を避け、北からの脅威に対処しなければならないという予言「氷と炎の歌」を実現する方策を考える。だが予言を聞いていないデイモンは聞き入れず、眠っていた巨大なドラゴンを起こす。回復途上のコアリーズがドリフトマークに来る。レイニスはヴィセーリス王の崩御とヴェイモンドの斬首を知らせる。コアリーズは王座への野心を後悔し中立を考えるも、孫のジャセアリーズがレイニラの後継ぎである限り中立ではいられないとレイニスが答える。コアリーズはレイニラにヴェラリオン家の支持を約束し、〈踏み石諸島〉で海路を封鎖し、レイニス王女がドラゴンで"水道"を見張って〈狭い海〉を支配し、キングズランディングを封鎖しようと提案する。諸侯の支持を得るため、レイニラはジャセアリーズを北のスターク家とアリン家に、ルケアリーズをバラシオン家に送りだす。二人の少年はドラゴンで飛び立つ。

### ストームランドにて
ルケアリーズはストームズエンド城(〈嵐の果て城〉)に来てボロス・バラシオン公に謁見し支持を求めるが、エイモンド・ターガリエンが先回りしている。娘の一人の婚姻の提案を既に受けていたバラシオン公は、ルケアリーズが既に婚約していると聞き、レイニラの提案を拒否する。かつてルケアリーズに片目を奪われたことを恨むエイモンドは決闘を挑むが、バラシオン公が止める。ドラゴン"アラックス"で飛び立ったルケアリーズを、エイモンドが巨大な"ヴァーガー"で追って脅かし弄ぶ。二人ともドラゴンの闘争本能を制御できず、ヴァーガーはルケアリーズとアラックスを殺してしまう。息子の死の知らせがレイニラに届く。

## 評判

### 視聴者数
リアルタイムでは 1.85百万人の視聴者がHBOで視聴した。